# Liste du patrimoine immobilier classé de Berloz
Cette page regroupe l'ensemble du patrimoine immobilier classé de la ville belge de Berloz.
| Objet                                                                   | Année de construction / Architecte            | Adresse                                        | Section communale | Coordonnées                      | Numéro d’inventaire | Illustration                                                            |
| ----------------------------------------------------------------------- | --------------------------------------------- | ---------------------------------------------- | ----------------- | -------------------------------- | ------------------- | ----------------------------------------------------------------------- |
| L'église Saint-Lambert et alentours comprenant le presbytère et l'étang | 1608 (chœur et nef); 1728 (tour et bas-côtés) | Rue du Centre                                  | Berloz            | 50° 41′ 45″ nord, 5° 12′ 57″ est | 64008-CLT-0001-01   | L'église Saint-Lambert et alentours comprenant le presbytère et l'étang |
| Potale                                                                  | 1690                                          | Rue de Hollogne-sur-Geer, entre les n°s 1 et 3 | Rosoux-Crenwick   | 50° 42′ 20″ nord, 5° 11′ 23″ est | 64008-CLT-0002-01   | Potale                                                                  |